# Katastrofizm (geologia)

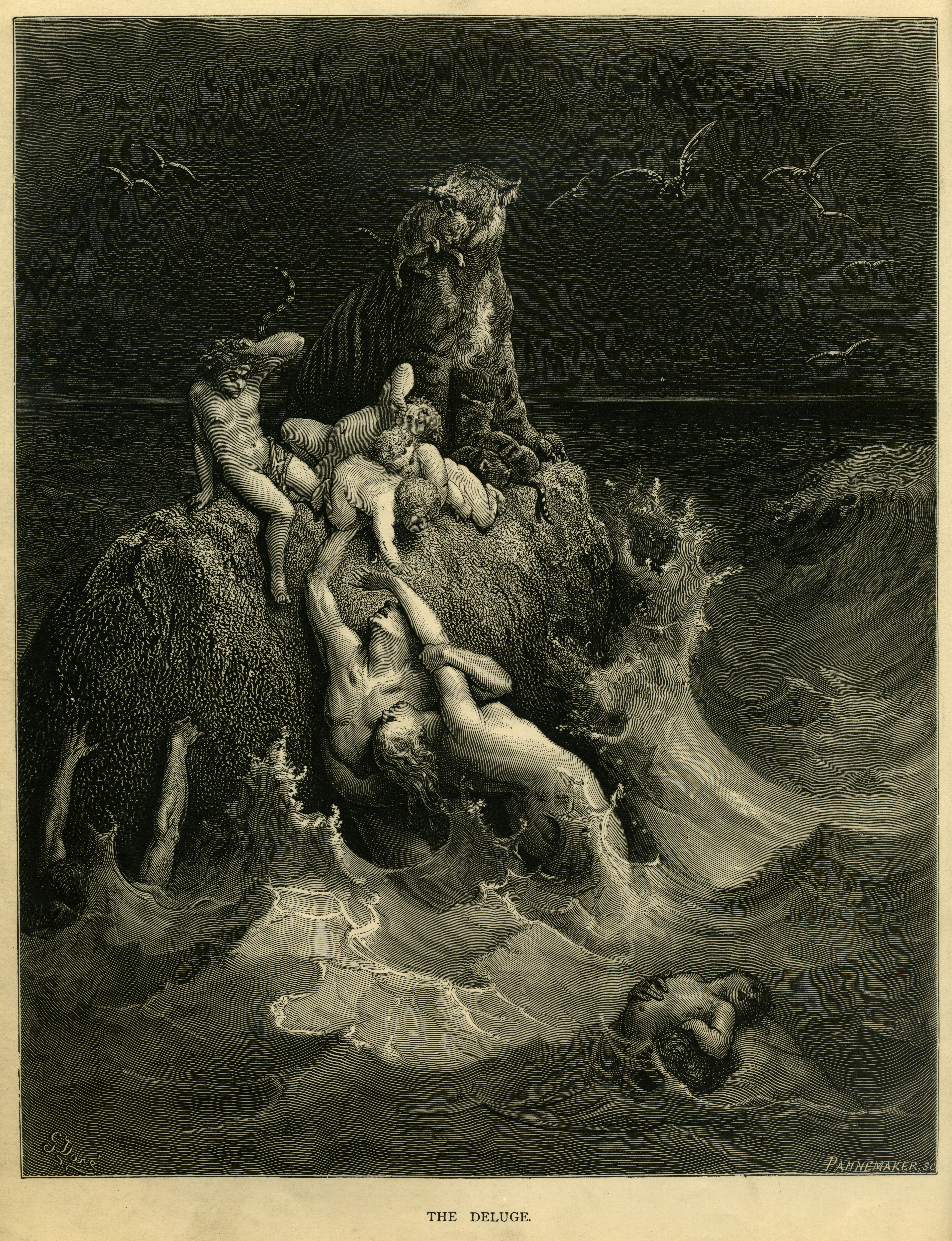
Potop. Ilustracja Gustave Doré

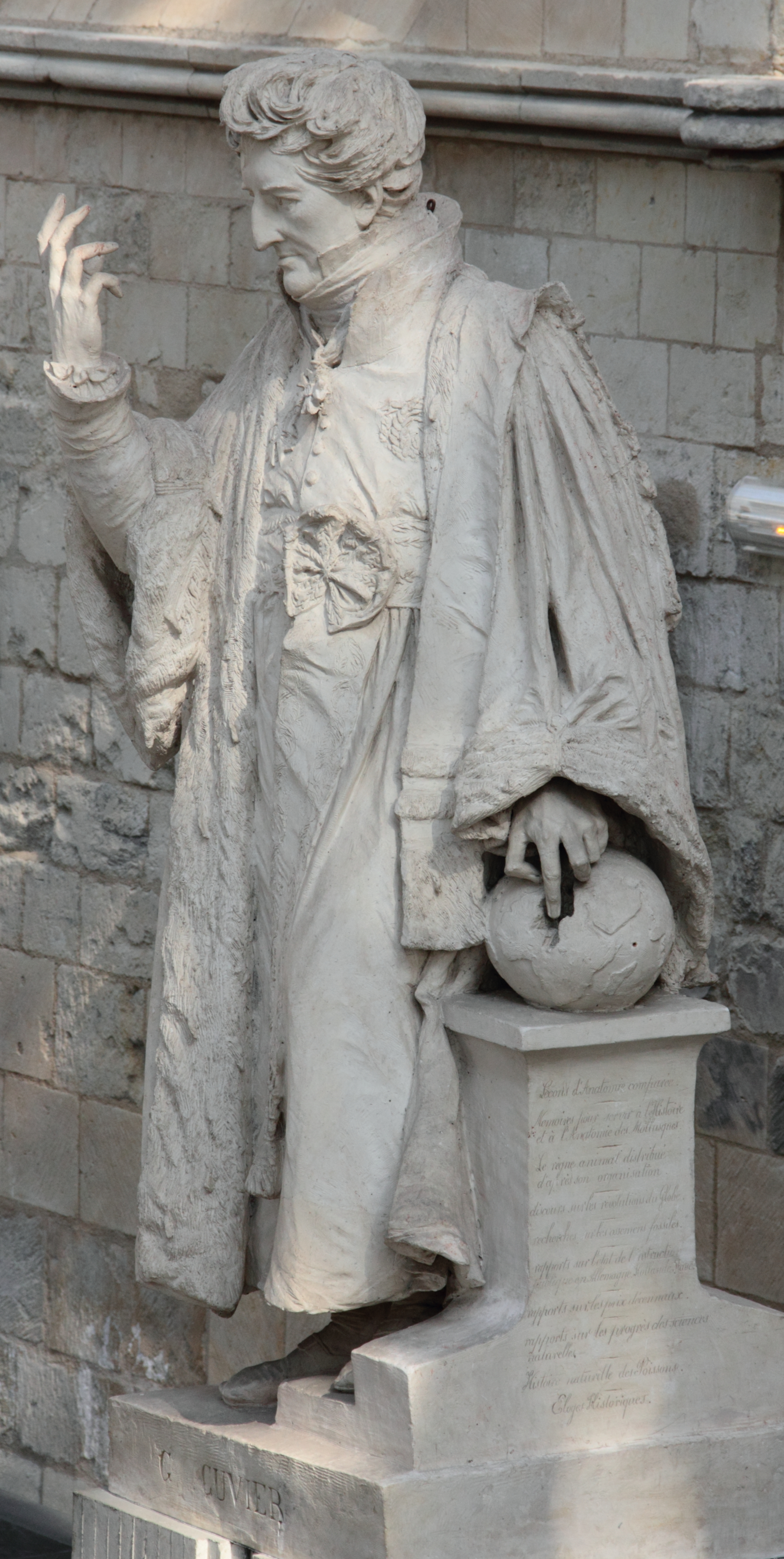
David d'Angers, Pomnik Georges Curvier'a, 1838 r.

Katastrofizm (z gr. καταστροφή katastrophḗ 'przewrót' od κατά kata 'w dół' i στροφή, -ῆς strophḗ, -ês 'obrót') – hipoteza z dziedziny geologii i biologii historycznej, według której w historii Ziemi okresy spokojnego funkcjonowania ekosystemów i procesów geologicznych (erozji, akumulacji) rozdzielały gwałtowne przemiany geologiczne, które miały dramatyczny wpływ na biosferę. Po katastrofie życie odradzało się w zmienionej formie. Hipoteza została zaprezentowana w 1812 roku przez Georges’a Cuviera, francuskiego zoologa i paleontologa.
Katastrofizm usiłował pogodzić rozpowszechniony ówcześnie pogląd na pochodzenie różnorodności biologicznej – stworzenie form żywych w swej obecnej postaci przez Boga, z obserwacjami przemian w materiale kopalnym. Hipoteza katastrofizmu głosiła, że Ziemię w przeszłości nawiedzały katastrofy, zupełnie niszczące życie, a Bóg stwarzał nowe formy. Uczeń Cuviera, Alcide d’Orbigny, zakładał wystąpienie 27 aktów stworzenia odbudowujących życie na Ziemi po kolejnych kataklizmach i wymieraniach. Pierwowzór tej hipotezy można znaleźć w wierzeniach ludów indoeuropejskich, w tradycji antycznej, przekazanej w Metamorfozach Owidiusza. Nowo odkryte dinozaury nazwano „gadami przedpotopowymi”; według katastrofistów miały one nie zmieścić się na Arce Noego i zginąć w czasie Potopu opisywanego w Biblii.
Przeciwne katastrofizmowi stanowiska wyrazili Charles Lyell (geologiczny aktualizm) i Karol Darwin (biologiczny gradualizm). Spory pomiędzy gradualistami a katastrofistami dotyczące istnienia katastrof niszczących życie na Ziemi, a potem jego ponownego odtwarzania wygasły z chwilą, gdy teoria ewolucji, wyjaśniająca odmienność form współczesnych i kopalnych, zyskała powszechną akceptację w nauce.
Rozwój wiedzy geologicznej w XX wieku pozwolił na lepsze zrozumienie przemian, jakim podlegała Ziemia i występujące na niej życie. Zidentyfikowano kilka epizodów masowego wymierania organizmów, które znacznie zmniejszało różnorodność biologiczną, nie prowadząc wszakże do całkowitego zniknięcia życia na Ziemi. Od lat osiemdziesiątych XX wieku, poglądy katastroficzne stały się znów popularne, dzięki powiązaniu wymierania z przełomu kredy i paleogenu z katastrofą kosmiczną. Neokatastrofizm opiera się jednak na interpretacji danych geologicznych i paleontologicznych, a nie poglądach filozoficznych czy religijnych.